# Cyprinodon beltrani
Cyprinodon beltrani é uma espécie de peixe da família Cyprinodontidae.
É endémica do México.